# 景観学科
景観学科（けいかんがっか）とは、台湾で造園学・ランドスケープ教育を行う大学の学科。

## おもな設置大学
- 中原大学
- 東海大学 (台湾)
- 中国文化大学
- 輔仁大学 景観デザイン学科
- 中華工学院（中国語版）
- 中華大学 景観建築学科
- 中州科技大学 景観デザイン学科
- 南華大学 建築景観学科
- 朝陽科技大学 都市計画景観建築学科